# حوزه بسته صحیح
در جبر جابجایی، حوزه بسته صحیح (به انگلیسی: Integrally Closed Domain)، حوزه صحیحی چون A است که بستار صحیحش در میدان کسرهایش برابر خود A شود. یعنی اگر x عنصری در میدان کسرهای A و ریشه چندجمله‌ای تکین با ضرایب درون A باشد، آنگاه خود x نیز عنصری از A خواهد بود. بسیاری از حوزه های شناخته شده بسته صحیح اند: میدان‌ها، حلقه اعداد صحیح {\displaystyle \mathbb {Z} }، حوزه تجزیه یکتا و حلقه موضعی منظم، همگی بسته صحیح اند.
به حوزه‌های بسته صحیح که در زنجیره ساختارهای صحیح زیر ظاهر شده اند توجه کنید:
رونگ‌ ⊃ حلقه ⊃ حلقه جابه‌جایی ⊃  حوزه صحیح ⊃ حوزه بسته صحیح ⊃ حوزه ب.م.م. ⊃ حوزه تجزیه یکتا ⊃ حوزه ایده‌آل اصلی ⊃ حوزه اقلیدسی ⊃ میدان ⊃ میدان بسته جبری